# Albert Reyes
Albert Reyes Roig (Escaldes-Engordany, 24 marzo 1996) è un calciatore andorrano, centrocampista dell'Ordino e della nazionale andorrana.

## Carriera

### Club
Ha giocato nella massima serie andorrana. Nella stagione 2020-2021 ha giocato una partita nei turni preliminari di Europa League.

### Nazionale
Il 7 ottobre 2020 ha esordito con la nazionale andorrana giocando l'amichevole persa 1-2 contro il Capo Verde.

## Statistiche

### Cronologia presenze e reti in nazionale
| Cronologia completa delle presenze e delle reti in nazionale ― Andorra | Cronologia completa delle presenze e delle reti in nazionale ― Andorra | Cronologia completa delle presenze e delle reti in nazionale ― Andorra | Cronologia completa delle presenze e delle reti in nazionale ― Andorra | Cronologia completa delle presenze e delle reti in nazionale ― Andorra | Cronologia completa delle presenze e delle reti in nazionale ― Andorra | Cronologia completa delle presenze e delle reti in nazionale ― Andorra | Cronologia completa delle presenze e delle reti in nazionale ― Andorra |
| Data                                                                   | Città                                                                  | In casa                                                                | Risultato                                                              | Ospiti                                                                 | Competizione                                                           | Reti                                                                   | Note                                                                   |
| ---------------------------------------------------------------------- | ---------------------------------------------------------------------- | ---------------------------------------------------------------------- | ---------------------------------------------------------------------- | ---------------------------------------------------------------------- | ---------------------------------------------------------------------- | ---------------------------------------------------------------------- | ---------------------------------------------------------------------- |
| 7-10-2020                                                              | Andorra la Vella                                                       | Andorra                                                                | 1 – 2                                                                  | Capo Verde                                                             | Amichevole                                                             | -                                                                      | 82’                                                                    |
| 25-3-2022                                                              | Andorra la Vella                                                       | Andorra                                                                | 1 – 0                                                                  | Saint Kitts e Nevis                                                    | Amichevole                                                             | -                                                                      | 79’                                                                    |
| 28-3-2022                                                              | Andorra la Vella                                                       | Andorra                                                                | 1 – 0                                                                  | Grenada                                                                | Amichevole                                                             | -                                                                      | 89’                                                                    |
| 16-11-2022                                                             | Malaga                                                                 | Andorra                                                                | 0 – 1                                                                  | Austria                                                                | Amichevole                                                             | -                                                                      | 88’                                                                    |
| 25-3-2024                                                              | Annaba                                                                 | Bolivia                                                                | 1 – 0                                                                  | Andorra                                                                | Amichevole                                                             | -                                                                      | 79’                                                                    |
| Totale                                                                 |                                                                        | Presenze                                                               | 5                                                                      |                                                                        | Reti                                                                   | 0                                                                      |                                                                        |

## Palmarès

### Club

#### Competizioni nazionali
- Campionato andorrano: 1

Inter Escaldes: 2020-2021
- Supercopa andorrana: 1

Inter Escaldes: 2020